# Drama (Yes-Album)
Drama ist ein Album der Musikgruppe Yes, das im Jahre 1980 veröffentlicht wurde. Schon immer hatte es bei Yes einen beinahe kontinuierlichen Besetzungswechsel gegeben; in diesem Fall hatten jedoch mit Jon Anderson (Gesang) und Rick Wakeman (Keyboards) gleich zwei der wichtigsten Bandmitglieder die Gruppe verlassen. Dies hatte allerdings einen geringeren Einfluss auf die Musik und damit auf Drama, als viele erwartet hätten. Anderson und Wakeman wurden durch die Buggles Geoff Downes und Trevor Horn ersetzt, die nur auf diesem Yes-Album zu hören sind. Drama ist damit das erste von drei Studioalben, auf dem Jon Anderson nicht singt. Es ist das zwölfte Album und die zehnte Studioveröffentlichung.

## Entstehung
Nach dem Scheitern der Paris Sessions Ende 1979 kehrten Steve Howe, Chris Squire und Alan White ins Studio zurück, um an neuem Material zu arbeiten. Der Manager der Band, Brian Lane, hatte bereits eine Amerika-Tour gebucht, die schon komplett ausverkauft war. Howe, Squire und White konzentrierten sich auf das härtere, rockigere Material, das zuvor in Paris von Anderson und Wakeman abgelehnt worden war. Dieses Material wurde die Basis für das nächste Album, Drama, darunter Run Through the Light, Does It Really Happen? und Tempus Fugit, (Have We Really Got to) Go Through This, das später nur live gespielt wurde, auf Drama aber nicht erschien und erstmals auf der Rhino-Ausgabe des Albums zu hören war, Crossfire (auf In a Word: Yes (1969– )), auf Bootlegs unter dem Titel Untitled I und ein weiterer namenloser Song, der auf der bei Rhino erschienenen Ausgabe des Albums als Song No. 4 (Satellite) erschien, letztlich jedoch nicht auf dem Album benutzt wurde. 1981 wurde es von XYZ unter dem Titel Telephone Secrets (oder auch Telephone Lies) unmittelbar vor 90125 gespielt, auch im Rahmen der Cinema Sessions.
Ein letzter Versuch, Anderson und Wakeman doch noch ins Boot zu holen, scheiterte Anfang 1980, weil Anderson sich mit den Songs nicht anfreunden konnte und zudem finanzielle Streitigkeiten eine künstlerische Zusammenarbeit unmöglich machten. Wakeman, der Andersons Stimme für unverzichtbar hielt, sah infolgedessen keine Zukunft mehr für Yes und verließ die Band ebenfalls. Howe, Squire und White arbeiteten daraufhin an ihren Songs weiter.
Der Ausstieg von Anderson und Wakeman wurde angesichts der ausverkauften Tour aus Vorsicht nicht öffentlich bekanntgegeben. Bis auf wenige Personen im Umfeld der Band wusste niemand davon.
Zunächst war als Überbrückung vor weiteren Aktivitäten ein Livealbum geplant, das Chris Squire zusammenstellte. Als Yesshows, so der geplante Titel, bereits so weit fortgeschritten war, dass schon erste Probepressungen vorlagen, nahmen neue Entwicklungen bei Yes die Zeit Squires in Anspruch. Die Buggles, Trevor Horn und Geoff Downes, die soeben mit ihrem Popsong Video Killed the Radio Star einen weltweiten Hit hatten, waren ebenfalls bei Brian Lane unter Vertrag und arbeiteten zufällig im gleichen Studio wie Howe, Squire und White. Als große Yes-Fans beobachteten sie den Rumpf der Band bei der Arbeit. Ihre Fragen nach Anderson und Wakeman wurden ausweichend beantwortet. Horn versuchte daraufhin, ihnen einen Song namens We Can Fly from Here zu verkaufen. Squire war interessiert, und da Steve Howe und Alan White kurzfristig nicht zur Verfügung standen, wurde schnell eine Session mit Squire, Horn, Downes und Bill Bruford organisiert, während der man We Can Fly from Here probte. Später wurde es auch von der Drama-Besetzung auf der Tour regelmäßig live gespielt, fand jedoch nicht den Weg auf das Album. Eine Studioaufnahme des Stückes war für eine Veröffentlichung der Rhino-Edition von Drama vorgesehen, aber aufgrund von Kommunikationsschwierigkeiten zwischen Trevor Horn, in dessen Besitz sie sich befindet, und Warner/Rhino kam es nicht dazu. Erst 2011 wurde es als Teil der Suite Fly from Here auf dem gleichnamigen Studioalbum veröffentlicht.
Erst nach einiger Zeit eröffnete man Downes und Horn, dass Anderson und Wakeman nicht mehr zu Yes dazustoßen würden. Vermutlich hatte man sich die Möglichkeit einer Versöhnung so lange wie möglich offenhalten wollen. Erst als die Zeit bis zur Tour gegen Ende der Sessions knapp wurde, fragte man Downes und Horn, ob sie nicht Yes-Mitglieder werden wollten. Beide sagten zu, und Drama wurde in Rekordzeit durch die Kombination des Yes-Materials mit einigen Songs der Buggles fertiggestellt. Die Veröffentlichung des geplanten Livealbums wurde daraufhin verschoben.
Erst während der Tour, und nur ungern und sehr zurückhaltend, wurde die Umbesetzung bekanntgegeben.

## Cover
Der Fantasy-Künstler Roger Dean hatte bei den Vorgängeralben Tormato und Going for the One nicht für Yes gearbeitet. Erst für Drama konnte Dean wieder engagiert werden.
Das Faltcover von Drama zeigt auf der Vorderseite drei schwarze Panther, die einen Abhang in eine Ebene hinter zwei weißen Vögeln herlaufen. Die Ebene wird im Hintergrund durch ein Meer begrenzt. Im Meer finden sich kleine Inseln und rechts ein Schiffswrack seitlich halb aus dem Wasser ragend. Den Abschluss nach hinten bilden riesige Eisberge. Oben in der Mitte findet sich das geschwungene Yes-Logo in neuem plastischen metallischen Stil. Darunter in scharfer, spitzer Schrift der Albumtitel. Das Bild setzt sich auf der Rückseite mit roten, korallenartigen baumhohen Gebilden fort. Auch hier im Hintergrund ein Eisberg.
Auf der Innenseite ein fast die ganze Breite einnehmendes Bild der neuen Besetzung. Rechts davon am Rand nochmals das neue Logo, darunter der Albumtitel, dann die Songtitel sowie die weiteren Albuminformationen. Unterhalb des Bildes nochmals ganz symbolisch die drei Panther, welche die beiden weißen Vögel beobachten.

## Titelliste

### Originalalbum
1. Machine Messiah (Downes/Horn/Howe/Squire/White) – 10:26
2. White Car (Downes/Horn/Howe/Squire/White) – 1:21
3. Does It Really Happen? (Downes/Horn/Howe/Squire/White) – 6:33
4. Into the Lens (Downes/Horn/Howe/Squire/White) – 8:33
5. Run Through the Light (Downes/Horn/Howe/Squire/White) – 4:42
6. Tempus Fugit (Downes/Horn/Howe/Squire/White) – 5:17

### Wiederveröffentlichung
Das Album wurde im Jahr 2004 von Rhino Records remastered und wiederveröffentlicht. Diese Auflage enthält die folgenden 10 Bonustracks:
1. Into the Lens (I Am a Camera) (Single-Version) (Downes/Horn/Howe/Squire/White) – 3:47
2. Run Through the Light (Single-Version) (Downes/Horn/Howe/Squire/White) – 4:31
3. Have We Really Got to Go Through This (Howe/Squire/White) – 3:43
4. Song No. 4 (Satellite) (Howe/Squire/White) – 7:31
5. Tempus Fugit (Tracking Session) (Downes/Horn/Howe/Squire/White) – 5:39
6. White Car (Tracking Session) (Downes/Horn/Howe/Squire/White) – 1:11
7. Dancing Through the Light (Anderson/Howe/Squire/Wakeman/White) – 3:16
8. Golden Age (Anderson/Howe/Squire/Wakeman/White) – 5:57
9. In the Tower (Anderson/Howe/Squire/Wakeman/White) – 2:54
10. Friend of a Friend (Anderson/Howe/Squire/Wakeman/White) – 3:38

## 12-Zoll-Tonträger
- Into the Lens (12″ Remix) (Promo)

## Live
- Liveaufnahmen von Drama sind auf The Word Is Live zu hören.

## Rückschau
Die Kritiken in der englischen Presse waren durch die gewandelte Musikszene (Punk, New Romantic, New Wave) geprägt und dementsprechend katastrophal. Der New Musical Express fasste knapp zusammen: “‘Yes’: No Thanks”. Nicht nur Yes als Band hatten schon zuvor in der englischen Presse mit Imageproblemen zu kämpfen, auch die Buggles waren trotz ihres Singlehits vorher nicht sehr beliebt gewesen. Bei den Fans wurde das Album mit gemischten Gefühlen angenommen, weniger wegen der Musik, sondern vor allem wegen des Ausstiegs von Jon Anderson und Rick Wakeman, die beide äußerst beliebt waren. Doch selbst Wakeman, der das Album zunächst vehement ablehnte, sieht später darin den wichtigen Zwischenschritt zum späteren sehr erfolgreichen Album 90125. Immerhin wurde bereits drei Jahre vor Owner of a Lonely Heart das Lied Into the Lens oft und sehr erfolgreich in den Diskotheken gespielt.

Der Schwachpunkt der Band ist die zwar hohe, und darin Anderson vergleichbare, aber zu schwache Stimme von Trevor Horn. Squire war überzeugt, dass Horn dem Songmaterial, alt wie neu, gewachsen war, im Studio gelang ihm auch eine überzeugende Leistung, doch live konnte er diese nicht bestätigen.

## Konzerte
Bei der Tour in England wurde von der Fangemeinde genau verfolgt, wer mehr Zuseher hatte, Yes oder der gleichzeitig auf Tour befindliche Jon Anderson. Beide schlugen sich gut, jedoch hatte Anderson mit seinem gut gewählten und zwischen Yes- und Solotiteln ausgewogenem Programm die Herzen der Fans auf seiner Seite. Yes spielten auf dieser Tour zusätzlich zu den neuen Titeln noch Go Through This und We Can Fly From Here. Die beiden Liveversionen sind 2005 auf The Word Is Live veröffentlicht worden.
Die stimmlichen Probleme von Horn, vor allem bei den alten Yes-Titeln, und eine Auseinandersetzung mit White belasteten Horn und darüber hinaus das Klima in der Band. Am Ende der für Yes-Verhältnisse recht kurzen Tour in den USA und in England war klar, dass Yes vor dem endgültigen Aus standen.
Damit war der Weg frei für das Livealbum Yesshows; der Fast-Vorgänger wurde am 24. November 1980 zum Nachfolger von Drama. Die wenigen Exemplare der Probepressung, welche auf dem Markt mit Gold aufgewogen wurden, sind jetzt nur noch durch den Aufdruck der unterschiedlichen Jahreszahl auf dem Label zu erkennen.
Yes zerfiel nach dem Ende der Tour endgültig. Kurz darauf tat sich Steve Howe auf Anregung des damals bereits ehemaligen Yes-Managers Brian Lane mit dem ehemaligen King-Crimson-, Uriah-Heep- und UK-Mitglied John Wetton, später auch mit Carl Palmer von Emerson, Lake and Palmer und Geoff Downes zusammen, und die vier gründeten die Band Asia. Er beschreibt die damalige Situation so: „Als Geoff und ich Yes verließen, war eigentlich sonst niemand mehr da.“ Chris Squire und Alan White arbeiteten jedoch weiterhin zusammen und suchten nach neuen Musikern – darunter auch Jimmy Page und Robert Plant von den ebenfalls gerade aufgelösten Led Zeppelin, mit denen sie 1981 das Projekt XYZ ins Leben riefen –, um neue Projekte in Angriff zu nehmen.
Alan Whites Band White spielte nach der Jahrtausendwende einige Live-Konzerte, eine größere Tour kam jedoch bis heute nicht zustande. Dies wird insbesondere von den Fans, die Drama mögen, bedauert, haben White doch immer auch Material von diesem Album gespielt. Als auch die für 2005 geplante The More Drama Tour der Bands The Syn (mit Chris Squire), White und Steve Howe abgesagt wurde, sanken die Chancen, jemals wieder Drama-Material live zu hören, weiter. Erst 2008, nachdem Yes-Frontmann Jon Anderson im Sommer aufgrund einer schweren Asthma-Erkrankung pausieren musste und man mit Benoît David (Mystery), später mit Jon Davison (Glass Hammer) jeweils einen Ersatzsänger gefunden hatte, nahm man die Titel Tempus Fugit und Machine Messiah wieder ins Liverepertoire auf.
Auf der Cruise To The Edge (eine Progressive-Rock-Kreuzfahrt) 2017 spielten Yes das Album in voller Länge.